# نوكيا 112
نوكيا 112 هو هاتف محمول من نوكيا يعمل بنظام سيمبيان.

## الخصائص
- نظام التشغيل: سيمبيان
- الكاميرا الأمامية: لا يوجد
- الكاميرا الخلفية: VGA وبدقة وضوح 640*480 بيكسل
- الوزن: 85.5 جرام
- التخزين الداخلي: 16 ميجا بايت

## التوفر
يتوفر بالألوان: الرصاصى و الأبيض و الأحمر والسيان